# Serafino Santambrogio
Serafino Santambrogio (* 9. Januar 1914 in Seregno; † 18. Juli 1979 ebenda) war ein italienischer Radrennfahrer.

## Sportliche Laufbahn
Santambrogio war im Straßenradsport aktiv. 1935 gewann er die Coppa Baracca, 1937 die Coppa Del Grande und die Trofeo Pluderi. 1938 siegte er im Il Piccolo Lombardia und im Gran Premio Ettore Pozzoni, 1940 in der Coppa del Re, in der Trofeo San Giorgio, in der Coppa Somaini und in der Trofeo Luigi Novara. Von 1938 bis 1946 war er Unabhängiger und Berufsfahrer. 1940 gewann er das Rennen Targa d’Oro Citta di Legano.
Den Giro d’Italia fuhr Santambrogio dreimal. 1938 und 1940 beendete er die Rundfahrt nicht, 1939 wurde er 54. In den Rennen der Monumente des Radsports war der 18. Platz in der Lombardei-Rundfahrt 1939 sein bestes Resultat.